# Hızırilyas, Horasan
Hızırilyas là một xã thuộc huyện Horasan, tỉnh Erzurum, Thổ Nhĩ Kỳ. Dân số thời điểm năm 2011 là 299 người.